# Тешебс
Теше́бс — село в Краснодарском крае. Входит в состав Архипо-Осиповского сельского округа муниципального образования город-курорт Геленджик.

## География
Селение расположено в южной части городского округа Геленджик, по обоим берегам одноимённой реки — Тешебс. Находится в 3 км к востоку от Архипо-Осиповки и в 55 км к юго-востоку от Геленджика. Расстояние до черноморского побережья составляет около 5 км. Через село проходит федеральное шоссе М-4 «Новороссийск-Туапсе».
Граничит с землями населённых пунктов: Архипо-Осиповка на западе и Бжид на востоке.
Населённый пункт расположен в межгорной впадине и со всех сторон окружён различными[чем?], со смешанным сосновым и лиственным лесом. Средние высоты на территории села составляют около 90 метра над уровнем моря. К северо-востоку от села расположена высшая точка местности — гора Гебеус (735 м).
Гидрографическая сеть в основном представлена рекой Тешебс, которая в передах села принимает в себя несколько притоков. К югу от села берут своё начало речки Черкесская щель, Хропокова щель и Дровяная щель, которые сразу через несколько километров впадают в Чёрное море.
Климат в селе субтропический. Среднегодовая температура воздуха составляет около +12,5°С, со средними температурами июля около +23,0°С, и средними температурами января около +3,0°С. Среднегодовое количество осадков составляет около 1000 мм в год. Основная часть осадков выпадает в зимний период.

## Этимология
Название села происходит от реки Тешебс, в долине которого оно расположено. Топоним Тешебс (адыг. Дышъэпсы) переводится с адыгейского как золотая или златоструйная речка (дышъ — «золото, золотая» и пс(ы) — «вода»).
По другой версии, название гидронима возможно восходит к адыгскому Тешъопс («мелководная речка»).

## История
До завершения Кавказской войны в 1864 году, в районе современного села располагались различные родовые аулы коренного населения края — адыгов, которые затем в большинстве своём были выселены в ходе мухаджирства в Османскую империю.
В 1869 году при участии Московского Славянского Общества, в долину реки Тешебс были переселены чехи.
На 1 января 1894 года деревня Тешебс входила в Вельяминовский участок Черноморского округа. На 1917 год деревня числилась в составе Туапсинского округа.
На 26 января 1923 года Тешебс со статусом села, входил в Джубгскую волость Туапсинского района.
В 1925 году селение передано в состав Архипо-Осиповского сельского Совета Геленджикского района Черноморского округа.
В сентябре 1964 года село Тешебс было передано в состав Архипо-Осиповского поселкового Совета Туапсинского района Краснодарского края.
В 1968 году передано в состав Большого Геленджика и в подчинение Геленджикского городского Совета.
Затем село Тешебс возвращено в состав Архипо-Осиповского поселкового совета Геленджикского горсовета Краснодарского края.
С 10 марта 2004 года село Тешебс входит в Архипо-Осиповский сельский округ муниципального образования город-курорт Геленджик.

## Население
| 2002 | 2010 |
| ---- | ---- |
| 576  | ↗663 |

Национальный состав
По данным Всероссийской переписи населения 2010 года:
| Народ    | Численность, чел. | Доля от всего населения, % |
| -------- | ----------------- | -------------------------- |
| русские  | 567               | 85,5 %                     |
| чехи     | 20                | 3,1 %                      |
| украинцы | 18                | 2,7 %                      |
| другие   | 58                | 8,7 %                      |
| всего    | 663               | 100 %                      |

## Улицы
| Горная   |
| Заречная |

| Ленина     |
| Молодёжная |

| Набережная |
| Пятая Щель |